# 유진석
유진석(1996년 2월 17일 ~ )는 대한민국의 축구 선수이며 포지션은 공격수이다. 현재 대한민국 K5리그 서울 FC 투게더에서 활약하고 있다.